# Журбенко Валентина Павлівна
Валентина Павлівна Журбенко (нар. 9 липня 1949, село Зайцеве, тепер Бахмутського району Донецької області) — українська радянська діячка, настильниця Артемівської швейної фабрики імені 8 Березня Донецької області. Депутат Верховної Ради УРСР 9—10-го скликань.

## Біографія
Освіта середня.
З 1967 року — настилальниця тканини Артемівської швейної фабрики імені 8 Березня Донецької області.
Член КПРС з 1977 року.
Потім — на пенсії в місті Артемівську (Бахмуті) Донецької області.

## Нагороди
- Ордени
- Медалі